# Proteleia sollasi
Proteleia sollasi är en svampdjursart som beskrevs av Arthur Dendy och Ridley 1886. Proteleia sollasi ingår i släktet Proteleia och familjen Polymastiidae.
Artens utbredningsområde är havet utanför Sydafrika. Inga underarter finns listade i Catalogue of Life.